# Плауновидні
Плауновидні (Lycopodiopsida) — клас плауноподібних рослин. У сучасній флорі відомо близько 200 видів, що належать до 5 родів, 2 родин і одного порядку.

## Опис
Листки плауновидних ланцетні, гострі, шилоподібні або лускоподібні, без язичка. Спорофіли не відрізняються або мало відрізняються від вегетативних листків. Спори однакові за розміром. Гаметофіт у тропічних рослин помірного клімату підземний, бульбоподібний, безбарвний, з мікоризою. Сперматозоїди з двома джгутиками.